# Team Adventure
Team Adventure est un maxi-catamaran qui a participé avec Cam Lewis à The Race, course autour du monde à la voile. Il termine en 3e position, en 83 jours.
Il est le sister-ship d’Orange, vainqueur du trophée Jules-Verne avec Bruno Peyron et de Club Med, vainqueur de The Race.
Après The Race, lors d'une tentative de record, il heurte un objet qui détruit une étrave. Il est toujours à terre sans être réparé et n'a plus navigué depuis cet incident.

## Caractéristiques
- Mise à l'eau : 2000
- Type : catamaran
- Architecte : Gilles Ollier
- Chantier : Multiplast et JMV Industries
- Longueur : 32,50 m
- Largeur : 16,50 m
- Déplacement : 21 tonnes
- Hauteur du mât : 40 m
- Équipiers : 14 (pour The Race)